# Mikaszewicze
Mikaszewicze (czasem błędnie Mikaszewice; biał. Мiкaшэвiчы) – miasto w południowej Białorusi, w rejonie łuninieckim, 100 km na wschód od Pińska, ok. 13 tys. mieszkańców (2010).
Znajduje tu się stacja kolejowa Mikaszewicze, położona na linii Homel – Łuniniec – Żabinka. W okresie międzywojennym była ona polską stacją graniczną na granicy ze Związkiem Sowieckim.
W mieście działają parafie: prawosławna Narodzenia św. Jana Chrzciciela i rzymskokatolicka Wniebowzięcia Najświętszej Maryi Panny.
W 2007 ogłoszono plany połączenia elektrowni jądrowej w Równem na Ukrainie ze stacją energetyczną w Mikaszewiczach na Białorusi poprzez nowo wybudowane linie energetyczne. Ma być to sposób na umożliwienie wzrastającego importu energii elektrycznej z Ukrainy przez Białoruś oraz na połączenie Ukrainy z Litwą, Łotwą i Polską.

## Historia
Wieś magnacka położona była w końcu XVIII wieku w księstwie słuckim w powiecie nowogródzkim województwa nowogródzkiego Wielkiego Księstwa Litewskiego.
W okresie międzywojennym w granicach II Rzeczypospolitej, na jej wschodniej granicy.
Miejsce tajnych negocjacji polsko-bolszewickich, które trwały od 24 października 1919 roku do połowy listopada 1919 roku, podczas których kpt. Ignacy Boerner – wysłannik Piłsudskiego, zakomunikował Marchlewskiemu – wysłannikowi Lenina, że nie wyda rozkazu posuwania się poza linię zajmowaną przez Wojsko Polskie nad Berezyną. Piłsudski zażądał jednak nieatakowania Petlury i oddania Dyneburga Łotwie. Dodatkowym warunkiem było zaprzestanie agitacji komunistycznej w Wojsku Polskim. Moskwa odmówiła. W międzyczasie Armia Czerwona rozbiła ofensywę Denikina.
Podczas okupacji hitlerowskiej, w maju 1942 roku Niemcy utworzyli getto dla żydowskich mieszkańców. Przebywało w nim około 400 osób. 6 sierpnia 1942 roku Niemcy zlikwidowali getto, a Żydów zamordowali poza miastem.

## Ludzie związani z miejscowością
- Swiatłana Cichanouska (ur. 1982) – białoruska działaczka polityczna, urodzona w Mikaszewiczach
- Mikałaj Janusz (ur. 1984) – białoruski piłkarz, urodzony w Mikaszewiczach